# Frank Barat
 (avril 2020).
Pour les articles homonymes, voir Barat.
Frank Barat est un activiste français, auteur et producteur de film. 
Coordinateur du Tribunal Russell sur la Palestine de 2008 à 2014, fondateur de BARC productions, à Bruxelles en février 2019, il a édité des livres avec Noam Chomsky, Ilan Pappé, Ken Loach et Angela Davis.

## Biographie
Fondateur du Festival Ciné-Palestine à Paris et le Palestine with Love, il écrit pour The Nation, Al Jazeera English, Jadaliyya, The New Internationalist, The Electronic Intifada, The Palestine Chronicle, Middle East Eye, Ceasefire Magazine, ROAR Magazine, CounterPunch et Mondoweiss.

## Publications

### Éditeur
- Chomsky Noam, Gaza In Crisis, Haymarket Books, novembre 2010 (ISBN 1608460975)
- Noam Chomsky, On Palestine, Haymarket Books, avril 2015 (ISBN 1608464709, 1608464709)

### Contributeur
- Ken Loach (trad. de l'anglais), Défier le récit des puissants, Montpellier, Indigène Éditions, juin 2014, 45 p. (ISBN 979-1090354531)
- Angela Davis, Freedom Is A Constant Struggle, Haymarket Books, 2016, 178 p. (ISBN 1608465640)

### Co-auteur
- Frank Barat et Asa Winstanley, Corporate Complicity In Israel’s Occupation, Pluto Press, décembre 2011 (ISBN 0745331602).

## Documentaires

### Réalisateur et producteur
- Nine days In Palestine, 2008.
- Life Under Occupation, 2008[16].
- London Recruits, 2020[17].